# Olympo
Olympo est une série télévisée espagnole de type teen drama créée et écrite par Jan Matheu, Laia Foguet et Ibai Abad pour Netflix,. La première saison a été mise en ligne le 20 juin 2025.

## Synopsis
La série plonge dans l’univers du haut niveau sportif à travers le quotidien de jeunes athlètes sélectionnés pour intégrer le prestigieux Centro de Alto Rendimiento Pirineos (CAR), un centre d'entraînement d’élite. Au fil des épisodes, l’intrigue s’assombrit pour révéler un système de dopage sophistiqué, déguisé en préparation scientifique avancée. L'héroïne, Amaia Olaberria (Clara Galle), capitaine de l’équipe nationale de natation synchronisée, découvre peu à peu les mécanismes troubles à l’œuvre dans le centre, mettant en danger son intégrité, sa santé et ses convictions.
Parallèlement, les rivalités et amitiés entre les athlètes se tissent sur fond de lutte pour des contrats de sponsorat prestigieux, notamment avec la marque Olympo.

## Distribution

### Acteurs principaux
- Clara Galle (VF : Diane Kristanek) : Amaia Olaberria
- Nira Osahia (VF : Élise Vigné) : Zoe Moral
- Agustín Della Corte (VF : Gabriel Bismuth-Bienaimé) : Roque Pérez[4]
- Nuno Gallego (es) (VF : Maxime Baudouin) : Cristian Delallave
- María Romanillos (VF : Lisa Caruso) : Núria Bórgues
- Andy Duato : Renata Aguilera
- Najwa Khliwa : Fátima Amazian
- Juan Perales (VF : Martin Faliu) : Sebastian "Sebas" Sendón
- Martí Cordero (VF : Julien Crampon) : Charlie Lago
- Jesús Rubio (VF : Emmanuel Garijo) : Iker Delallave
- Melina Matthews (VF : Isabelle Desplantes) : Jana Castro
- Nicolás Furtado (VF : Marc Arnaud) : Hugo Teixeira[5],[6]
- Laura Ubach : Peque

### Acteurs secondaires
- Vicenta Ndongo : Isabel Duran
- Alexandra Prokhrova : Svetlana Rominova
- Gleb Abrosimov : Diego Sorokov
- Èlia Calvo : Teté
- Laura Moray : Jennifer Pina
- Ramina Paiman : Laura Lorenzo
- Nerea Mazo : Claudia Tur
- Alberto Avila : Miqui
- Manuel Marin : Lobo
- Juan Lopez-Tagle (VF : Laurent Maurel) : Jacobo Fuentes
- Mario De la Rosa (VF : Mario Bastelica) : Javier Montes

## Production

### Tournage
Le tournage a officiellement débuté le 23 juillet 2024, en même temps que l’annonce de la distribution principale,. Les scènes ont été tournées à Madrid (stade Santo Domingo à Alcorcón) et au Balneario de Panticosa entre août et décembre 2024.
La bande-annonce est dévoilée le 29 avril 2025,, et la série a été mise en ligne dans le monde entier le 20 juin 2025, avec huit épisodes d’environ 42 à 60 minutes.

### Fiche technique
Sauf indication contraire, les informations mentionnées dans cette section peuvent être confirmées par le générique de fin de l'œuvre audiovisuelle présentée ici, ainsi que par les bases de données cinématographiques IMDb et Allociné,  présentes dans la section « Liens externes ».
- Titre original : Olympo
- Réalisation : Marçal Forés, Daniel Barone, Ibai Abad, Ana Vázquez
- Scénario : Jan Matheu, Laia Foguet, et Ibai Abad
- Musique : Pablo Borghi
- Photographie : Carlos Garcés, Miquel Prohens
- Montage : Irene Blecua, Ascen Marchena
- Casting : Shaheen Baig
- Producteur principal : Antonio Asensio
- Producteurs exécutifs : Rubén Goldfarb, Xavier Toll
- Sociétés de production : Zeta Production, Netflix
- Société de distribution : Netflix
- Pays de production :  Espagne
- Langue originale : espagnol
- Format : couleur — single caméra 4K UHD
- Genre : drame, teen drama, mystère, thriller sportif
- Durée : 42 à 60 minutes
- Date de sortie :
  - Monde : 20 juin 2025 (Netflix)

## Réception
Olympo a été perçue comme la digne héritière de Élite, oscillant entre drame adolescent, suspense et questionnements éthiques. Les critiques soulignent une esthétique travaillée, parfois jugée excessive, comparée à une « pub pour SUV »,.
La série creuse des thèmes forts : dopage, santé mentale, pression sociale, homophobie – notamment à travers le personnage de Roque – et exploitation des sportifs, ce qui en fait un mélange de thriller et de dénonciation sociale,.

## Épisodes
Sauf indication contraire, les informations mentionnées dans cette section peuvent être confirmées par la base de données cinématographiques IMDb,  présente dans la section « Liens externes ».
La première saison est composée de 8 épisodes, d’une durée comprise entre 42 et 60 minutes.

### Épisode 1
Zoé est repérée pour intégrer le centre de haut niveau des Pyrénées (Pirineos Center of High Performance) et accepte à contrecœur de rejoindre l’équipe d’heptathlon. Elle fait la connaissance de Núria, une nageuse artistique en convalescence après une blessure à l’épaule, qui lui fait visiter les installations et lui présente sa meilleure amie et partenaire de duo, Amaia, ainsi que leur groupe d’amis.
Des représentants de la marque de mode internationale Olympo arrivent au centre pour attribuer des bourses prestigieuses à certains athlètes. Zoé peine à s’adapter à ce nouvel environnement et se retrouve en binôme avec Renata, qui l’ignore totalement.
La mère d’Amaia, ancienne athlète ratée, lui conseille de se détacher de Núria, affirmant que celle-ci la freine et qu’elle aurait menti sur sa blessure pour partir en vacances. Núria refuse de dire la vérité à Amaia, qui commence alors à tester d’autres nageuses pour la remplacer.
Lors d’un entraînement de rugby, Cristian manque de se blesser. L’entraîneur lui annonce que ses performances sont insuffisantes et qu’il doit quitter le centre. Hugo, l’un des représentants d’Olympo, rencontre Núria en secret. Celle-ci l’avertit qu’Amaia pourrait avoir des soupçons sur eux.
Zoé reçoit l’un des contrats de sponsorat Olympo, ce qui attise la jalousie des autres athlètes. De son côté, Roque entretient une relation cachée avec le nageur Diego, qui refuse d’en parler ouvertement. Amaia découvre que Peque se dope, mais accepte de ne pas en informer l’entraîneur.
Après que Roque a confié à Cristian sa frustration à propos de Diego, Cristian publie une photo de Roque et Diego ensemble. Zoé tente de quitter le centre, mais Hugo parvient à la convaincre de rester.

### Épisode 2
Núria est transportée à l’infirmerie, et Amaia demande aux médecins de rechercher d’éventuelles traces de substances dopantes dans son organisme. Roque reçoit des commentaires haineux après la publication de la photo avec Diego, qui finit par lui donner un coup de poing au visage. Il est ensuite démis de son rôle de capitaine de l’équipe de rugby au profit de Charlie, sans explication de la part de l’entraîneur.
Cristian annonce à Amaia qu’il quitte le centre, ce à quoi elle réagit en lui reprochant son manque d’implication à l’entraînement et l’impact que cela aura sur sa propre image. Zoé simule une blessure à la cheville pour échapper à l’entraînement, puis confronte Amaia au sujet de la pression qu’elle a exercée sur Núria.
Plus tard, Zoé quitte le centre, suivie par Renata qui l’avertit que son comportement pourrait lui faire perdre son contrat de sponsorat et entraîner son exclusion. Zoé lui révèle alors qu’elle doit impérativement rester au centre pour éviter de possibles poursuites judiciaires.
Amaia est choquée de retrouver Núria inconsciente, la main tenue par Hugo. Le frère de Cristian, Iker, vient le chercher au centre et le critique pour sa faiblesse. Roque surprend Jennifer en train d’essayer de convaincre Claudia de se doper.
À la suite d’un combat d’entraînement intense, Roque confie à Amaia qu’il pense que Sebas pourrait être homosexuel. Lors d’une fête, Amaia traite Zoé d’imposture, et cette dernière l’accuse en retour d’être responsable de l’état de Núria.

### Épisode 3
L’équipe de rugby se rend à Turin pour une série de matchs qualificatifs, où Roque continue de subir des insultes et reste écarté du onze de départ. Lorsqu’il est finalement remplacé en cours de match et contribue à la victoire, il s’exprime dans les médias sur l’homophobie. Plus tard, il a une relation sexuelle avec Sebas.
Zoé retrouve Jennifer, son ex-petite amie, et lui confie qu’elle ne veut pas rester au centre à la suite de la mort de son amie Yaiza dans un accident de voiture qu’elle a causé. Elle avoue se sentir constamment épuisée.
L’entraîneur informe Zoé que Renata doit cesser de concourir, sans fournir davantage d’explications. De son côté, Amaia tente de découvrir où Núria a été emmenée. Isabel lui annonce que Núria a été renvoyée chez elle, et que son accident serait dû à une hypoglycémie. La mère de Núria élude la demande d’Amaia de lui parler.

### Épisode 4
Cristian revient au centre, affirmant qu’il a été réintégré dans l’équipe après un entraînement intensif avec son frère Iker. Il décide de raviver sa relation avec Amaia, bien que Fátima continue de le séduire ouvertement.
L’Agence antidopage (ADA) arrive pour prélever des échantillons auprès des athlètes. Jennifer accuse publiquement Amaia d’avoir prévenu les autorités, avant d’être expulsée du centre après un test positif. D’autres échantillons se révèlent également positifs au dopage, mais l’un des médecins du centre avoue avoir elle-même contacté l’ADA. Isabel, la directrice, prend la fuite pour éviter des poursuites.
Roque et Amaia soupçonnent que Cristian a utilisé des substances pour renforcer ses performances en si peu de temps, mais celui-ci est sur la défensive. Il passe toutefois le test avec succès, à sa propre surprise. Amaia refuse de s’excuser, et Cristian rompt avec elle.
Roque reçoit la deuxième bourse de sponsorat Olympo. Zoé tente de fuir pour éviter le contrôle antidopage, mais elle est finalement interceptée. Les résultats révèlent uniquement des traces de THC en quantité autorisée.

### Épisode 5
Isabel est arrêtée, et Jan, l’un des recruteurs d’Olympo, devient le nouveau directeur du centre. Il instaure une politique de tolérance zéro, installe des caméras de surveillance et impose un couvre-feu aux athlètes.
Amaia affirme qu’Olympo a attribué la bourse à Roque uniquement parce qu’il est homosexuel. Jan fait suivre l’équipe de rugby par une équipe de tournage documentaire à l’occasion de son parcours vers la Coupe du monde. Les autres joueurs nient toute homophobie, mais jalousent rapidement l’attention médiatique portée à Roque.
Lors d’une fête secrète, Cristian confie à Fátima qu’il a obtenu la dernière bourse Olympo. Sebas discute avec Zoé, qui l’encourage à ne plus cacher son homosexualité. Plus tard, Sebas se réconcilie avec Roque.
Renata, ivre, révèle à Zoé qu’elle est intersexe et qu’elle ne peut plus concourir, les traitements visant à réduire son taux de testostérone ayant de lourds effets sur son corps. Amaia découvre une clé appartenant à Núria, ouvrant un tiroir contenant la preuve que celle-ci allait être sponsorisée par Olympo.
En échange de la levée des sanctions à son encontre, Amaia révèle à Jan l’emplacement de la fête. La police intervient et identifie le dealer à l’origine du dopage au centre.
Plus tard, Amaia surprend Cristian en train d’avoir des relations sexuelles avec Fátima. Zoé, en pleine séance d’entraînement, hallucine la présence de Yaiza et s’effondre. Jan la traite de fraudeuse et exige qu’elle quitte l’équipe d’heptathlon.

### Épisode 6
Isabel est arrêtée pour son implication dans le scandale de dopage. Jan, recruteur d’Olympo, devient le nouveau directeur du centre et impose une politique stricte de tolérance zéro : couvre-feu, caméras de surveillance et discipline renforcée.
Amaia remet en question l’intégrité du programme Olympo, affirmant que Roque a été sélectionné uniquement en raison de son orientation sexuelle. Jan commande un documentaire sur le parcours de l’équipe de rugby vers la Coupe du monde, ce qui attise la jalousie parmi les joueurs, frustrés de l’attention portée à Roque.
Lors d’une fête secrète, Cristian annonce à Fátima qu’il a obtenu la dernière bourse Olympo. Sebas se confie à Zoé, qui l’encourage à ne plus renier son identité. Il finit par se réconcilier avec Roque.
Renata, en état d’ébriété, révèle à Zoé qu’elle est intersexe et que les traitements hormonaux qu’elle suit rendent sa carrière sportive impossible. Amaia découvre une clé de Núria menant à des documents prouvant qu’elle devait être sponsorisée par Olympo.
Pour faire lever ses sanctions, Amaia livre à Jan l’emplacement de la fête, permettant à la police de capturer le dealer responsable du dopage. Elle surprend ensuite Cristian en pleine relation avec Fátima.

### Épisode 7
Alors que le tournoi mondial approche, les tensions s’intensifient au sein du centre Olympo. Une personne fait un retour inattendu, bouleversant les dynamiques établies. Amaia, déjà sous pression, est profondément affectée par les enjeux de la compétition. De son côté, le documentaire sur Roque prend une tournure plus intime, révélant des facettes inattendues de sa personnalité et de son passé.

### Épisode 8
Alors que la compétition mondiale approche, les tensions atteignent leur paroxysme. Zoé refuse une injection suspecte, remporte sa course, mais perd son parrainage et le soutien de ses parents. Pendant ce temps, Amaia, sous pression extrême de sa mère, tente de droguer Núria pour prendre sa place. Surprise par Fátima, une altercation éclate et cette dernière chute violemment, laissant un vide dans l’équipe.
Amaia propose de remplacer Fátima, mais Núria choisit Peque. Humiliée, Amaia accuse Núria de dopage. Malgré tout, lors de la compétition, Amaia réapparaît aux côtés de Núria, et ensemble, elles battent un record du monde. Mais la victoire est de courte durée : Amaia s’effondre dans la piscine, inconsciente. Le doute plane : a-t-elle cédé au dopage ? A-t-elle été trahie ? Survivra-t-elle ?